# Otto Dörr

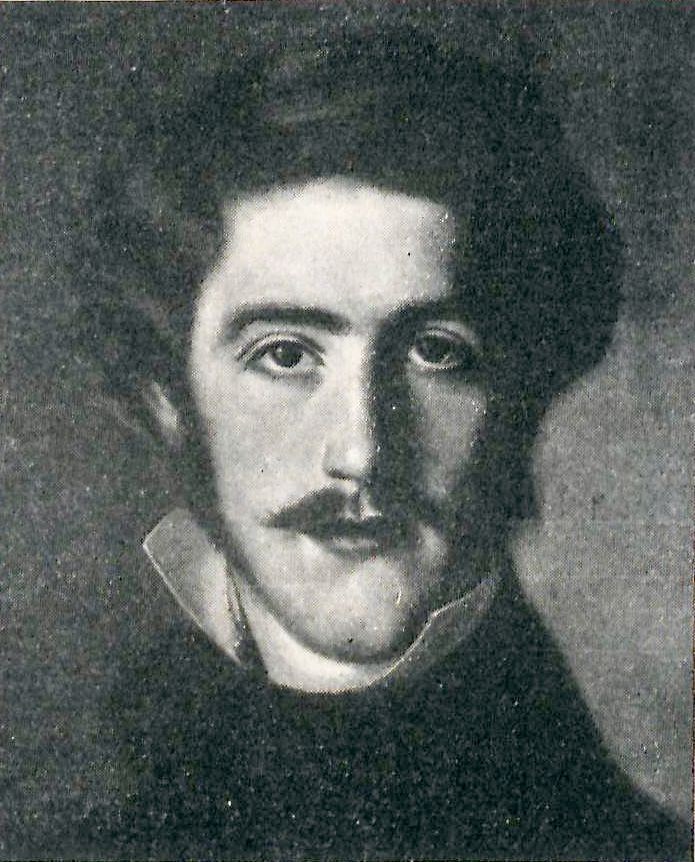
Otto Dörr: Selbstporträt, um 1851

Otto Dörr (* 3. Dezember 1831 in Ludwigslust; † 18. November 1868 in Dresden; vollständiger Name: Otto Erich Friedrich August Dörr) war ein deutscher Porträt-, Architektur-, Genre-, Tier- und Landschaftsmaler.

## Leben
Dörr war ein Sohn des Hofmundschenks Konrad Dörr und wuchs mit sechs Geschwistern auf. Bereits vor 1845 erhielt er durch den Kupferstecher Hoffmann in Ludwigslust Unterricht im Zeichnen. Um 1845 schloss sich daran ein Zeichenunterricht beim mecklenburgisch-schwerinischen Hofmaler Friedrich Christian Georg Lenthe in Ludwigslust an. 1850 bis 1852 studierte Dörr an der Königlich Preußischen Akademie der Künste und bei Carl Steffeck sowie Franz Krüger in Berlin.
Von 1852 bis 1856 hielt sich Dörr in Paris auf. Dort war er Schüler von Alexandre-Gabriel Decamps. 1855 nahm er mit dem Werk Blick in eine Färberei an der Weltausstellung in Paris teil.

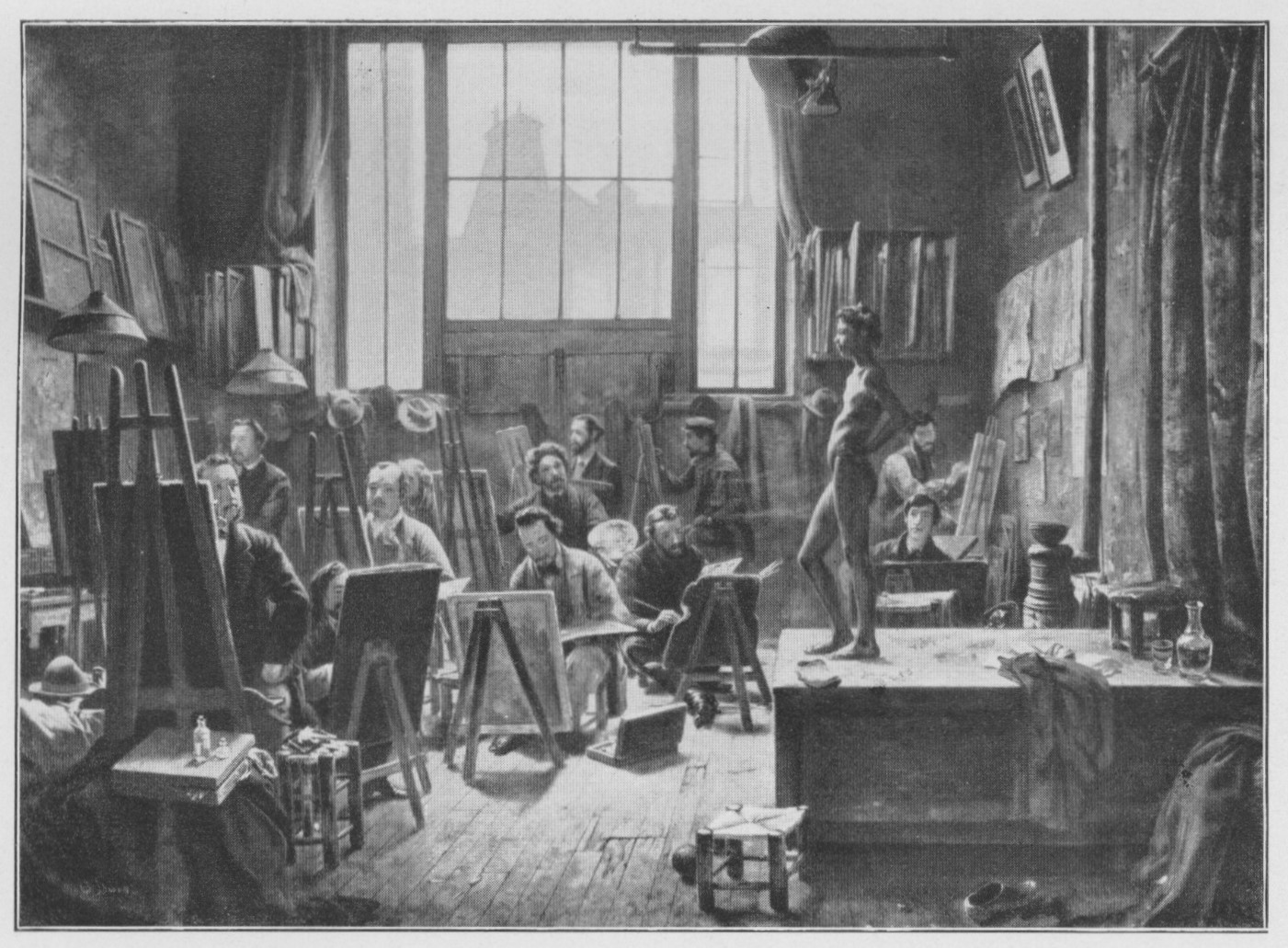
Léon Bonnat’s Maleratelier
Jahrhundertausstellung 1906 KatNr. 0351

Nach seiner Rückkehr war er ab 1856 zunächst in Ludwigslust als Porträtmaler tätig, bevor er 1860 nach Berlin und 1862 von dort nach Dresden ging. Am 4. Dezember 1861 heiratete Otto Dörr Bertha Staudinger, eine Verwandte des Ökonomen Johann Heinrich von Thünen. Das Ehepaar bekam drei Kinder. Im Jahre 1867 weilte er mit seinem Malerkollegen Julius Scholtz nochmals für einige Monate in Paris und verkehrte im Atelier von Léon Bonnat.

## Werke (Auswahl)

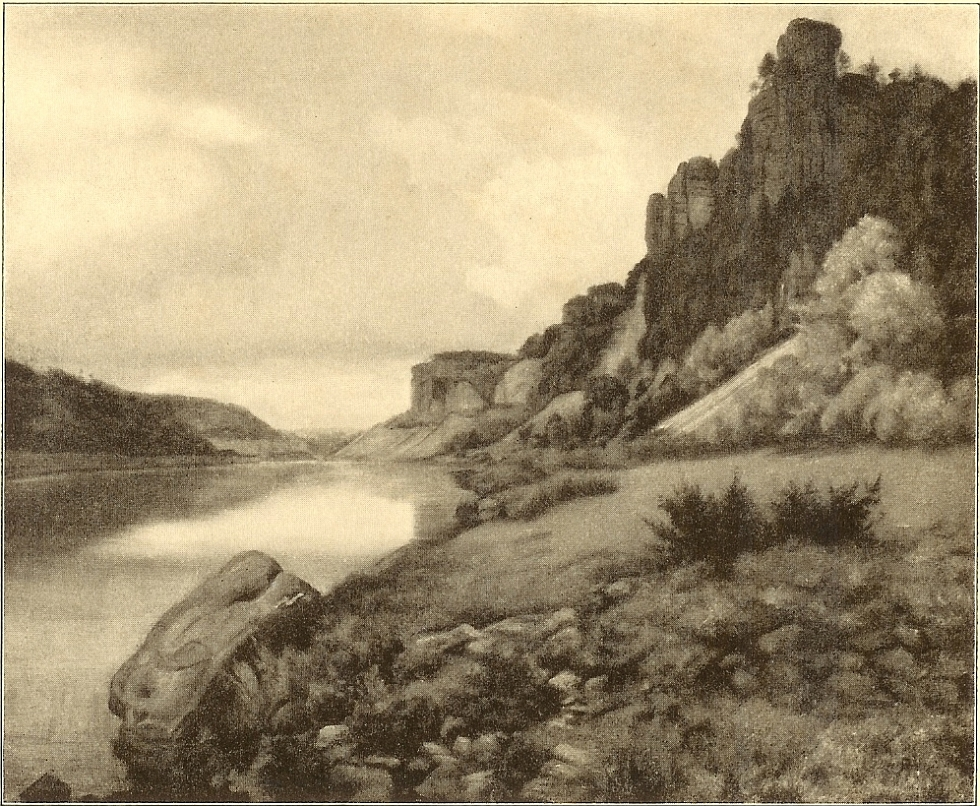
Elbdarstellung

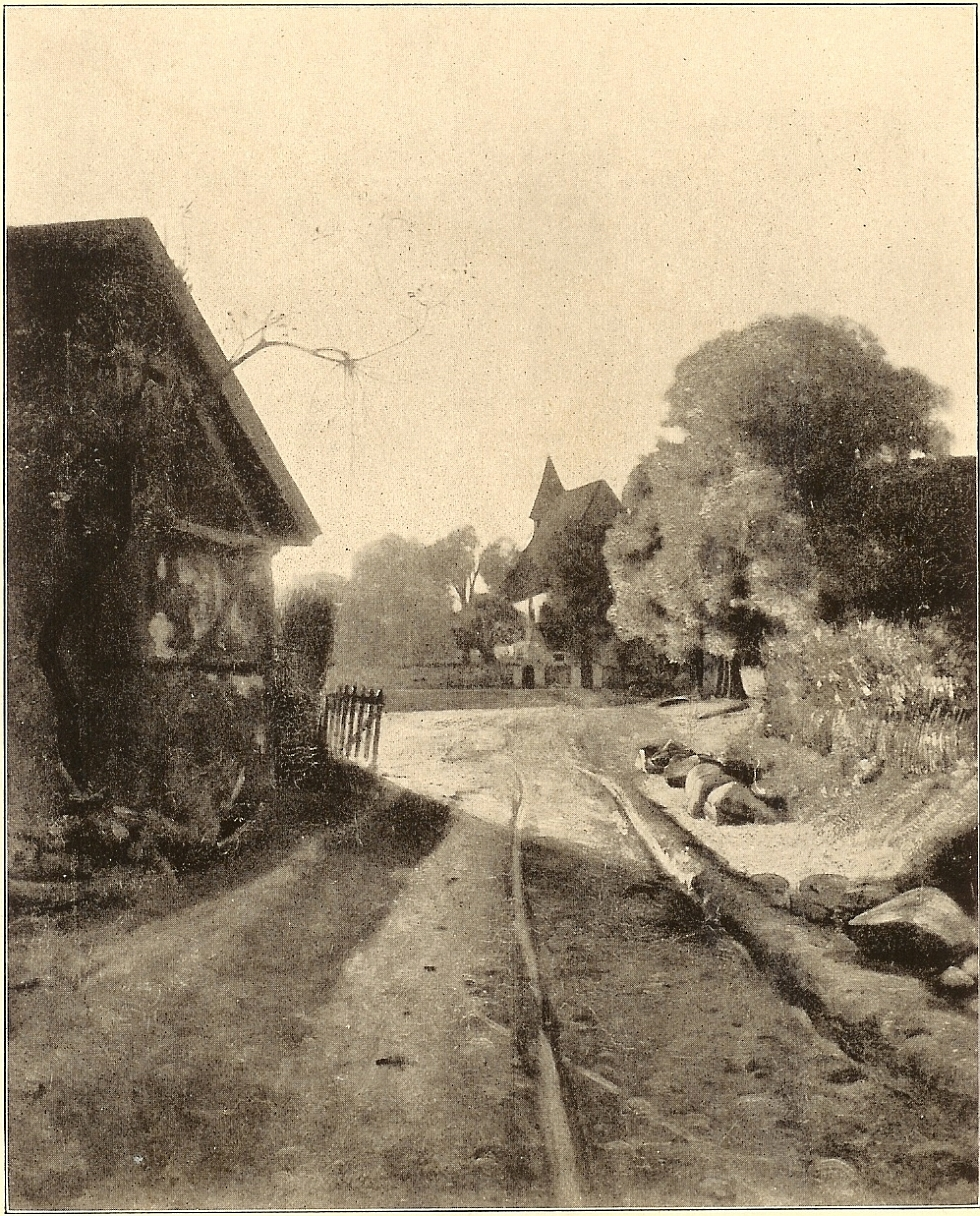
Mecklenburgische Dorfstraße
Motiv aus dem Dorf Biestow bei Rostock

- Selbstbildnis, um 1851/52, Privatbesitz
- Blick in eine Färberei, um 1855, Verbleib unbekannt
- Vier Interieurs einer Färberei in Fontainebleau, Skizzen, Verbleib unbekannt, zuletzt: Privatbesitz Wilhelm Gentz
- Frau Schöps, die Schwester des Künstlers, um 1855/1860, 105 × 84,5 cm, Hamburger Kunsthalle, Inv. Nr. 1225
- Zwei Landschaften aus dem „Fontainebleauer Wald“, vor 1857, Verbleib unbekannt
- Drei Schimmel mit französischen Dragonern, 1856, zuletzt: Privatbesitz Bad Reichenhall
- Brautbild der Bertha Staudinger (seiner späteren Frau), 1860, Verbleib unbekannt
- Innenansicht der Kirche von Warnemünde, 1864, Öl/Lw, 65,5 × 79 cm, unvollendet, Hamburger Kunsthalle, Inv. Nr. 1226
- Akt. Studie zu Bonnats Atelier, 1867/68, zuletzt: Privatbesitz Bad Reichenhall
- In Léon Bonnat’s Maleratelier zu Paris, 1867, Öl/Lw, 59 × 81 cm, Dresden, Staatliche Kunstsammlungen Dresden, Galerie Neue Meister, Inv. Nr. 2449.
- Mecklenburgische Bauernhausdiele, um 1863, Öl/Lw, 88 × 117 cm, 2014 bei Auktionshaus Stahl, Hamburg, dort als: Alltag im Bauernhaus[1]
- Mecklenburgische Dorfstraße (Motiv aus dem Dorf Biestow bei Rostock)[2]
- Mecklenburgische Bauernstube[2]
- Mecklenburgische Bauernküche[2]
- Lauenburgische Bauerndiele[2]

## Ausstellungen
- 1861–1867: Beteiligung an den Ausstellungen der Dresdener Kunstakademie
- 1906: Jahrhundertausstellung deutscher Kunst in der Nationalgalerie Berlin[3]
- 1934: Das Bildnis in Mecklenburg im Städtischen Kunst- und Altertumsmuseum Rostock[4]
- 1935: Gesamtausstellung der Bilder des mecklenburgischen Malers Otto Dörr (1831–1868), Kunstverein zu Rostock: Gemälde, Zeichnungen, Aquarelle, Pastelle, im Städtischen Kunst- und Altertumsmuseum Rostock[5]